# Лесники (заказник)
«Лесники» (укр. «Лісники») — часть Голосеевского национального природного парка (с 2007 года), ботанический заказник общегосударственного значения (1989—2007), расположенный на территории Голосеевского района Киевского горсовета (Украина). Площадь — 1 110,2 га. Землепользователь — Конча-Засповское лесопарковое хозяйство.

## История
Заказник был создан Постановлением Совета Министров УССР от 25 августа 1989 года № 223. Природоохранный объект основан с целью сохранения ценных природных сообществ. На территории заказника запрещены любая хозяйственная деятельность и в том числе ведущая к повреждению природных комплексов. Заказник был создан по инициативе общественности, Киевского национального университета имени Тараса Шевченка, институтов НАН Украины (ботаники, зоологии и гидробиологии) и Национального ботанического сада. Заказник назван из-за расположенного поблизости одноименного села. Национальный природный парк «Голосеевский» был создан 27 февраля 2007 года согласно Указу Президента Украины Виктора Ющенко № 794, куда был включен заказник Лесники.  

## Описание
Заказник занимает кварталы 2-15, 17-19, 21, 23-25, 28, 29 Конча-Засповского лесничестваː на правобережье Днепра между историческими местностями Чапаевкой (южнее улиц Любомирская и Лесоводная) на севере и Мрыги на юге, Столичным шоссе на востоке и административной границей с Киевской областью на западе. Значительная часть заказника занята поймой реки Вита с множеством рукавов. Южнее к заказнику примыкает урочище Конча-Заспа (часть Голосеевского НПП), севернее расположены урочища Бакаловщина и Церковщина, западнее — сёла Лесники и Ходосовка, южнее — ж/д станция Подгорцы.
Есть информационные знаки. В заказнике создано три тропы для проведения экскурсий. Объект служит местом для научных исследований. 
Как добратьсяː  Транспортː 1) ост. Лесная (на Столичном шоссе) марш. такси № 43, 43к, 311, 313, 315, 811, 1627, 1721 (от ст. м. Выдубичи). Близлежащее метроː   Теремки и   Выдубичи.

## Природа
Ландшафт заказника представлен в восточной части боровой террасой правого берега реки Днепр со слабоволнистым рельефом, западной — расчленённой местностью бассейна реки Вита. С востока на запад тип местности изменяется от сухого до влажного и заболоченного с наличием лесов, лугов и водно-болотных угодий. 
Леса сменяются с изменением рельефа и увлажнением с востока на западː сосновые леса без и с добавлением дуба (на крайнем востоке заказника у автодороги Киев—Обухов), дубово-сосновые, дубовые с добавлением ясеня и клёна, дубовые леса, а в заболоченных понижениях ольшаники (ольха клейкая). Подлесок сосновых лесов представлен видами рода тимьян (чебрец), сосновые леса с дубом — орляк обыкновенный, дубово-сосновые — звездчатка ланцетолистая, дубовые и дубовые с ясенем и клёном — сныть черемша, лук медвежий, ольшаники — крапива, ежевика, осока острая. Кроме доминирующих пород в лесах встречаются береза, груша, осина, крушина, вишня кустарниковая. Луговая растительность представлены видами булавоносец серый, вейник наземный, осока острая, манник большой. Травянистые болота представлены доминирующим видов осока острая. Прибрежная растительность представлена видами тростником, рогоз широколиственный и узколистый, манник большой, водная — рдест, кушир тёмно-зелёный, ряска, кубышка жёлтая, кувшинка белая, сальвиния плавающая. 
На территории заказника зарегистрировано 33 вида млекопитающих, 14 видов пресмыкающихся и земноводных, 29 видов насекомых. В заказнике встречаются такие млекопитающие как дикая свинья, лесная куница, барсук, горностай, косуля европейская, бобер, выдра лесная, лось. В заказнике есть множество птиц на водно-болотных угодьях.